# Reckless - Lo specchio dei mondi
Reckless - Lo specchio dei mondi è un romanzo per ragazzi scritto da Cornelia Funke (e Lionel Wigram) pubblicato il 14 settembre 2010. Nel romanzo si racconta di un mondo parallelo cui è possibile accedere tramite uno specchio dai poteri mistici: il mondo oltre lo specchio. Questo mondo è popolato da esseri umani ma anche da molti esseri che si ritrovano spesso in favole e racconti di fantasia, i quali proverrebbero proprio dal mondo oltre lo specchio.

## Trama
Jacob Recless vive solo con la madre e il fratello minore Will, dopo che il padre è scomparso. Una notte, mentre tutti dormono, spinto dalla curiosità, entra nello studio del padre e scopre l'esistenza dello Specchio dei Mondi, un portale per un'altra dimensione (definita "Il mondo oltre lo specchio"), popolata da creature fantastiche, come giganti, fate, streghe, Goyl, geni delle acque, lorelei... Ma dilaniato da una guerra tra il regno dell'imperatrice Teresa d'Austria e Kami'en, re dei Goyl.
Spaventato dalla realtà, si rifugia spesso in questo mondo fantastico per 12 anni, fino a quando, una sera, anche Will entra nello specchio; a causa di un sortilegio della Fata Oscura, questi, ferito da un Goyl, comincia a tramutarsi in una creatura come quella che lo ha ferito, dalla pelle di giada e dagli occhi dorati. Comincerà così una corsa contro il tempo per Jacob, Volpe (una creatura amica del ragazzo) e Clara (la fidanzata di Will) per trovare la cura. Ma l'ombra della Fata grava su di loro, con il solo scopo di catturare il Goyl di giada.

## Edizioni
- Cornelia Funke (e Lionel Wigram), Reckless. Lo specchio dei mondi, 1ª edizione, Arnoldo Mondadori Editore, 2010,  p. 280, EAN 9788804603535.